# 브레즈네프 독트린

동구권: 소련과 그 위성 국가들

브레즈네프 독트린(Brezhnev Doctrine)은 소비에트 사회주의 공화국 연방의 정책이었다. 코발료프는 1968년 9월 26일 소련 공산당의 기관지인 프라우다에 '주권과 공산주의 국가의 국제적인 의무'라는 글을 기재하였다. 레오니트 브레즈네프는 같은해 11월 폴란드 공산당 5차 대회의 연설에서 이를 다시 언급하였다. 브레즈네프 독트린은 미국을 필두로 한 서방 자유 진영 국가가 공산주의 국가를 해체시키려 시도한다면 소련이 적극적으로 나서 이를 저지할 것임을 명시하였다.

## 배경

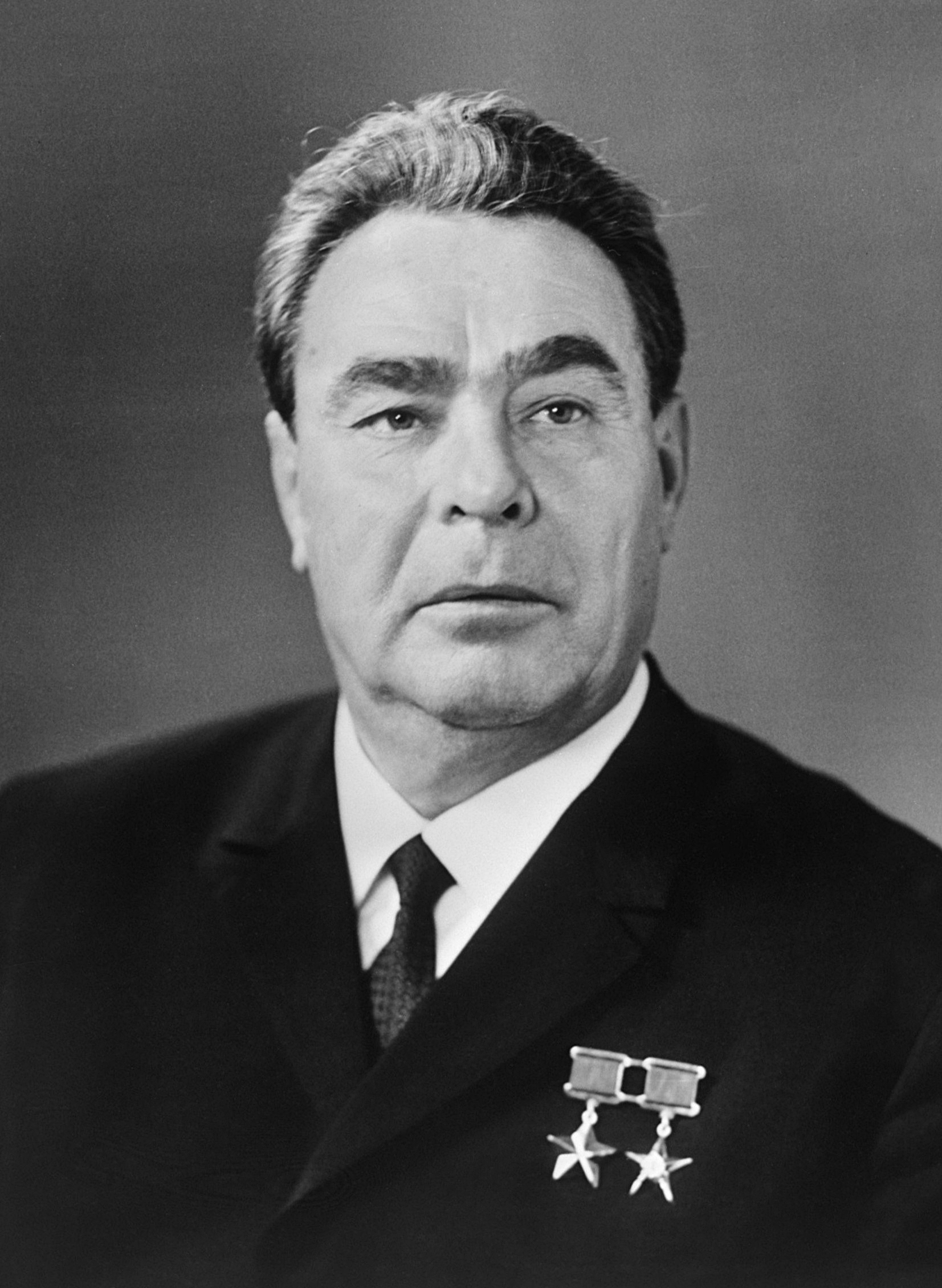
소련공산당 서기장 브레즈네프

체코슬로바키아에서 국내 정치의 혼란과 사회주의 경제 체제로 이행에 대한 불협화음이 발생하게 되자, 이내 체코슬로바키아 내부에서 개혁개방에 대한 요구가 지속적으로 요구되었다. 특히 사회주의 경제로 경제 체제를 변화하게 되면서 체코슬로바키아에서 경제난이 매우 심각해진 것이 주요 원인이었다.
그리하여, 1960년대 말 알렉산데르 둡체크 제1서기를 위시로, 인간의 얼굴을 한 사회주의을 표방하며 체코슬로바키아에서 다양한 개혁개방 정책이 실행되었다. 특히 비밀경찰제도 폐지, 언론보도 자유화, 다당제 허용, 언인근 사회주의 국가들과 소련의 반발 및 의구심을 사게 된다. 이는 사회주의 블록 전체의 직간접적인 압박으로 연결되었다.
체코를 시작으로 사회주의권 위성국들의 이탈을 매우 우려하였던 소련은 이에 대한 직접적인 간섭에 나서게 된다. 소련과 체코슬로바키아, 헝가리와 폴란드가 협상 이후 브라티슬라바 선언을 도출하였음에도, 협상의 결과가 만족스럽지 않자 소련은 바르샤바 조약기구군을 동원하여 체코슬로바키아를 침공한다.

## 체코슬로바키아 침공

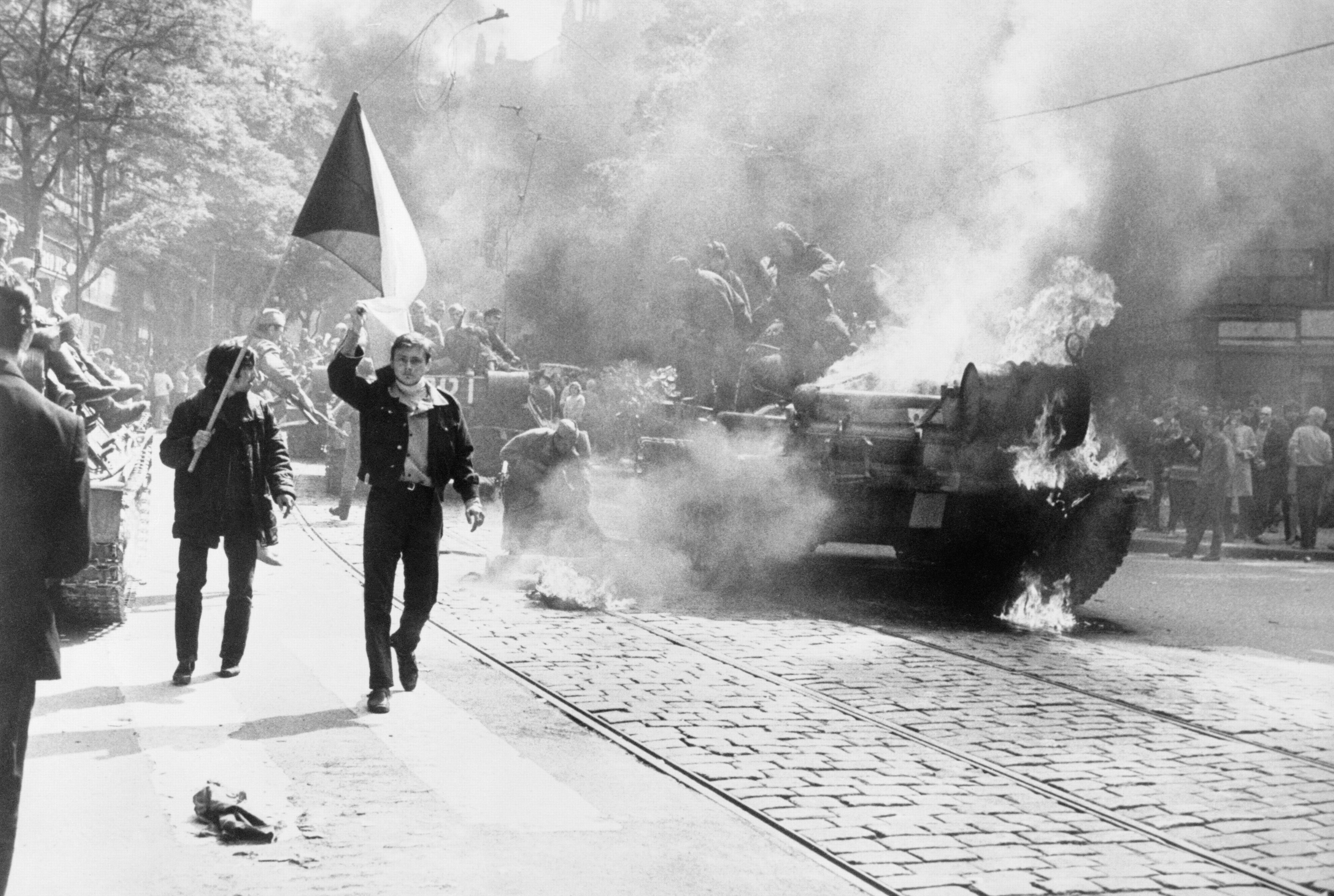
프라하의 봄

프라하의 봄 당시 체코슬로바키아 국민들은 대규모 시위를 열고 민주화를 요구하였다. 그러나 이는 소련과 바르샤바조약기구 군이 탱크와 공수부대를 이용하여 무력을 진압하면서 끝나게 된다. 소련의 유혈 진압으로 인하여 137명의 사망자, 500명 이상의 중상자가 발생하였다. 둡체크 또한 소련 공수부대에 붙잡혀서 모스크바로 강제로 이송되었다.

## 폴란드에 대한 압박
1980년부터 1981년 동안 폴란드에서 발생하는 민주화 요구 및 시위에 대하여 간접적으로 압박을 실행하였다.

## 아프가니스탄 침공

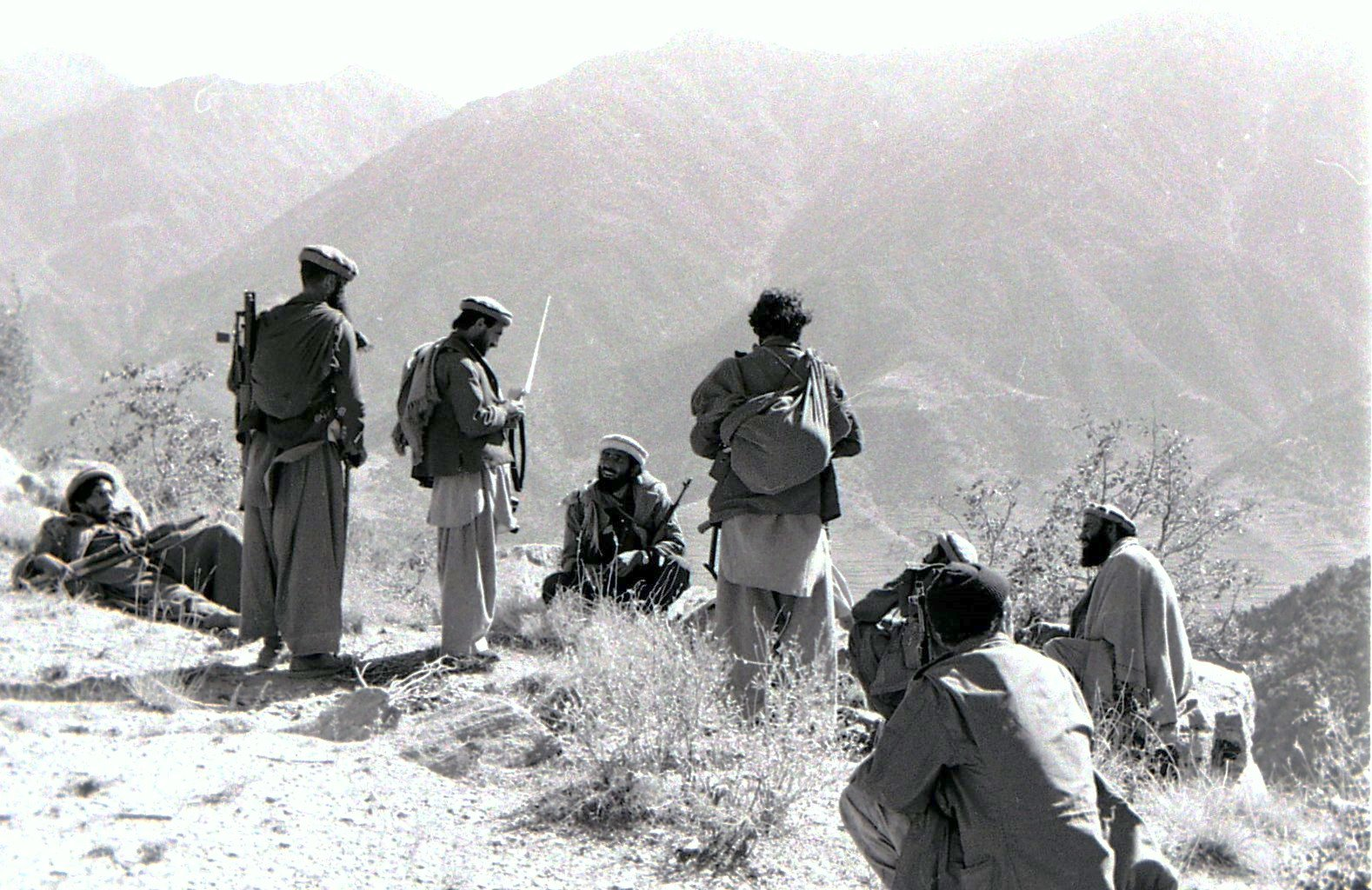
소련군을 박격포로 공격하는 무자헤딘 병사들

소련에 의해 지원받고 친소련 성향이 매우 강했던 아프가니스탄 민주공화국이 무자헤딘에 의해서 붕괴될 위기에 봉착하자, 소련은 아프가니스탄을 침공함으로서 브레즈네프 독트린을 다시 한번 보여주게 된다. 그러나 소련은 자신만만했던 침공과는 달리 전쟁에서 별 소득 없이 철수하게 된다.

## 프라하의 봄 이후
체코슬로바키아에서 발생한 공산주의 및 사회주의에 반대한 민주화 시위를 성공적으로 진압한 소련은 이후에도 사회주의권 전체의 이익이 중요하다고 여러 차례 강조하였다. 소련은 진압 후 사회주의권 전체의 이익에 한 국가의 이익이 종속된다는 제한주권론을 의미하는 브레즈네프 독트린을 천명하였으며, 이는 시나트라 독트린이 등장할 때까지 소련의 대외 정책으로 자리잡게 된다.

## 같이 보기
- 바르샤바 조약 기구
- 브라티슬라바 선언
- 레오니트 브레즈네프
- 니키타 흐루쇼프
- 시나트라 독트린
- 소련 공산당
- 프라하의 봄